# 我的魔法師
《我的老婆是男人》（ぼくの魔法使い），香港無綫電視譯超能嬌妻；另有我的魔法老婆及愛的魔法使等譯名，是一套由日本電視台製作的日劇，共有11集。由荻野哲弘監製、水田伸生導演、宮藤官九郎編劇，並由伊藤英明及篠原涼子主演。该剧获得了第37届日劇學院賞最佳男配角、最佳女配角、最佳编剧等多个奖项。此劇自2005年1月起，逢星期日上午在香港無綫電視翡翠台播放。

## 演員表
| 演員             | 角色             | 香港配音                              |
| 伊藤英明         | 町田道男         | 雷霆                                  |
| 篠原涼子         | 町田留美子       | 鄭麗麗                                |
| 古田新太         | 田町浩二         | 潘文柏                                |
| 西村雅彥         | 蟹廣吉           | 陳欣                                  |
| 小田茜           | 西惠             | 梁少霞                                |
| 阿部貞夫         | 田邊護           | 梁志達                                |
| 大倉孝二         | 小松正臣         | 馮錦堂（第1、3-11集） 陳卓智（第2集） |
| 井川遙           | 井川遙           | 陳凱婷                                |
| Becky            | 蘇珊             | 曾秀清                                |
| 速水直道         | 蒙蒙             | 梁偉德                                |
| 小倉久寛         | 大村拓也         | 林國雄                                |
| 木内みどり       | 大村たまき       | 袁淑珍                                |
| 窪園純一         | 醫生             | 陳曙光（第1、3集） 鄺樹培（第2集）    |
| 渡邊一惠         | 横山先生         | 蘇強文                                |
| 鈴木砂羽         | 横山太太         | 沈小蘭                                |
| 斎藤洋介         | 櫻庭洋一         | 盧國權                                |
| 山西惇           | 面試官           | 盧國權                                |
| 池田鉄洋         | 面試官           | 梁志達（第1集） 李錦綸（第11集）      |
| 少路勇介         | 安夫             | 黎景全                                |
| 伊達暁           | 高志             | 李錦綸                                |
| 福澤朗           | 主持人           | 李錦綸                                |
| 溫水洋一         | 黑木正和         | 黃健強                                |
| 神木隆之介       | 黑木正和（少年） | 周文瑛                                |
| 六平直政         | 山城純           | 鄧榮銾                                |
| 鰐淵晴子         | 黑木チヨ         | 蔡惠萍                                |
| 池津祥子         | 黑木良枝         | 林丹鳳                                |
| 平山綾           | 梨本直美         | 程文意                                |
| 根岸季衣         | 梨本悦子         | 沈小蘭                                |
| 秋山菜津子       | 蟹三千代         | 蔡惠萍（第3、8集） 林丹鳳（第6集）    |
| 入江雅人         | 醫生             | 鄺樹培（第3集） 招世亮（第9集）       |
| 岸田今日子       | Bloody Mary      | 雷碧娜                                |
| 小久保丈二       | 宮崎榮           | 陳卓智                                |
| 惠俊彰           | 金子賢治         | 林保全                                |
| 廣岡由里子       | 金子知美         | 沈小蘭                                |
| 片桐入           | 醫生             | 沈小蘭                                |
| 寶生舞           | 澀澤恭子         | 林元春                                |
| 岡田義德         | 敏之             | 黃啟昌                                |
| 平岩紙           | 澀澤恭子的同事   | 林丹鳳                                |
| モト冬樹         | 澀澤恭子的上司   | 陳永信                                |
| ルー大柴         |                  | 陳永信                                |
| 山村紅葉         | 山村紅葉         | 黃玉娟                                |
| 前田愛（女演員） | 白鳥明日美       | 沈小蘭                                |
| 銀粉蝶           | 橋本羅蘭         | 袁淑珍                                |
| 田山涼成         | 訓導主任         | 盧國權                                |
| 村杉蝉之介       | 森田             | 林保全                                |
| 及川光博         | 上野熊貓         | 陳卓智                                |
| 須藤理彩         | 内海香織         | 周文瑛                                |
| 奥貫薫           | 越阪部錐子       | 陳凱婷                                |
| 山崎一           | 松原肇           | 招世亮                                |
| 八木小織         | 金井麻紀         | 蔡惠萍                                |
| 泉澤祐希         | 安雄             | 伍秀霞                                |
| 日向勉           | 金井             | 李錦綸                                |
| 康喜弼           | 健身教練         | 鄺樹培                                |
| 京本政樹         | 京本政樹         | 蘇強文                                |
| 野仲イサオ       | 石川             | 盧國權                                |
| 菅田俊           | 佐久間           | 林保全                                |
| 角田ともみ       | 海老澤           | 林雅婷                                |
| 大島蓉子         | 中島             | 伍秀霞                                |
| 日高里菜         | 小翠             | 何璐怡                                |
| 二瓶鮫一         | 須藤             | 黃子敬                                |
| 生瀨勝久         | 渡邊一義         | 張炳強                                |
| 加藤清史郎       | ミニみったん     | 不適用                                |
| 杉本彩           | 杉本彩           | 袁淑珍                                |

## 故事大綱
町田道男和有點迷糊的町田留美子是一對非常恩愛的小夫妻，兩個人都希望能時時刻刻和對方在一起。田町浩二擁有超强記憶力，他開了很多家連銷記憶力補習班教授如何開發記憶力。一天，留美子騎首單車去接道男下班，正巧和出來遛狗的田町先生相撞，兩個人的頭部重重地碰在一起，表面上兩個人鄗沒有受傷，但是田町的超强記憶力轉到了留美子身上.....

## 関連商品

### DVD
- ぼくの魔法使い DVD-BOX（2004年1月21日発売、バップ）
- ぼくの魔法使い DVD Vol.1〜4（2004年1月21日発売、バップ）

### 脚本集
- 宮藤官九郎『ぼくの魔法使い』（2003年7月8日発売、角川書店）ISBN 978-4048734806

## 外部連結
- 日本電視台官方網頁 （页面存档备份，存于）